# Apparizione della Vergine a san Filippo Neri
L'Apparizione della Vergine a San Filippo Neri è una pala d'altare dipinta da Giambattista Tiepolo, conservata nella chiesa di San Filippo a Camerino.

## Storia
La chiesa di San Filippo, a Camerino, costruita dai monaci oratoriani nel 1733 è in stile barocco e ha un'unica navata e due cappelle laterali. Nella cappella laterale destra, contornata da un trionfo di stucchi, c'è la pala d'altare Apparizione della Vergine a San Filippo Neri di Giambattista Tiepolo che è l'unica opera di questo pittore veneto conservata nell'Italia Centrale. 
Il dipinto rischiò di andare perduto in tre occasioni. Per un soffio la pala di Tiepolo fu salvata dall'alluvione di Firenze del 4 novembre 1966, perché in quel momento si trovava nel locali del gabinetto di restauro degli Uffizi e fu trasferita in fretta al piano ammezzato, cosicché poté essere risparmiata dal fango dell’Arno. Dal Palazzo Arcivescovile, dove era provvisoriamente conservata, fu riportata nella cappella - dov'era destinata fin dal suo arrivo a Camerino - in seguito alla riapertura della chiesa di San Filippo, dopo i restauri dei rovinosi crolli dovuti al sisma del 1997. Con la scossa di terremoto di magnitudo 6,5, domenica 30 ottobre 2016 alle ore 7:41, parte del tetto della chiesa venne giù di colpo; il dipinto fu recuperato dai Vigili del Fuoco di Trento, nel pomeriggio del 4 novembre 2016, insieme all'icona di Santa Maria in via, e fu portato in luogo sicuro e segreto. Appare tuttora integro, così come gli stucchi della cappella dove era posizionato.

## Descrizione
Nell'opera la Vergine appare improvvisamente a San Filippo Neri, mentre egli è intento a leggere, vestito dei suoi più solenni abiti sacerdotali. Il Santo lascia cadere a terra il libro e ammira la Madonna, che ha in braccio il Bambino e siede sopra una nuvola sostenuta da angeli. Il dipinto è fastoso ma equilibrato: ricca e particolareggiata è la veste del Santo, mentre la Madonna ha una dolcissima espressione.
La pala, che appartiene allo stesso periodo della Madonna con le Sante Caterina, Rosa col Bambino e Agnese, ha una struttura compositiva morbida e armonica, al contrario della complessa cornice di contorno, realizzata con quattro colonne bianche laterali che sorreggono una trabeazione mistilinea, illuminata da dorature e con al centro lo splendore della colomba dello Spirito Santo. La cappella laterale è un tripudio di decorazioni delicate, bianche e dorate.